# Apis mellifera adamii
La abeja de Creta (Apis mellifera adamii) es una subespecie de abeja doméstica de la Isla de Creta (Mar Egeo del sur, Grecia). Fue descrita por Friedrich Ruttner (1980) como Apis mellifera adamii, dedicando el nombre subespecífico al Hermano Adam, por ello adamii. Esta subespecie presenta semejanzas morfológicas con otras subespecies de Oriente Próximo. Se trata de una subespecie de origen insular al igual que Apis mellifera ruttneri que habita la Isla de Malta, Apis mellifera cypria que habita la Isla de Chipre o Apis mellifera sicula que habita la Isla de Sicilia.
El análisis de las poblaciones de abejas melíferas de la Grecia continental (Tracia, Macedonia, Grecia Central y Peloponeso), y también de aquellas que habitan la isla de Creta, muestra que en Creta ha habido una raza pura, tanto por análisis morfométrico como por análisis de ADN mitocondrial.